# Новая Фиваида
Но́вая Фиваи́да (греч. Νέα Θηβαΐδα) — русский православный общежительный скит на Афоне, подчинённый монастырю Святого Пантелеимона. Расположен юго-западнее монастырей Зограф и Хиландар, на склоне горы над морем. Как и прочие монастыри на Афоне находится в юрисдикции Константинопольского патриархата.

## История
Новая Фиваида основана в 1880 году по благословению архимандрита Макария (Сушкина), первого русского игумена Пантелеимонова монастыря. Скит получил своё название в честь Фиваиды, пустынной местности в Египте близ Фив — колыбели православного монашества.
Скит был устроен в местности, в которой водилось множество диких кабанов — гуруний (по-гречески оно назвалось Гурунья и было обозначено на некоторых древних картах, обозначая большой лесной массив). Скит также называют Гуруноскити.
Единодушным решением монастырской братии на землях Новой Фиваиды дозволено было селиться тем из русских иноков, которых гнали со своих земель монашествующие греки, желая окончательно вытеснить русское монашество со Святой Горы. Монастырь доставлял нуждающимся все необходимое: муку, масло и т. п.
В 1883 году здесь освятили первую церковь, куда фиваидцы сходились по праздникам и воскресным дням. Посвящение её тоже было символичным — во имя святых преподобных Отцов Афонских. Стараниями инока Игнатия построены больница и храмы во имя святых великомучеников Пантелеймона и Артемия, а на иждивение живущего в этом ските иеромонаха Антония — двухэтажная кладбищенская церковь: вверху во имя живоначальной Троицы, а внизу в честь святых апостолов Петра и Павла. Последняя церковь освящена летом 1891 года.
В воскресные и праздничные дни в храмы Новой Фиваиды стекались насельники, после служб проводилась всеобщая трапеза, для которой отстроили отдельный корпус.
Так, уже через десять лет после основания на неприступном склоне вырос настоящий монашеский город, в нескольких каливах и келиях которого в разные годы подвизалось до 400 насельников. Управлял Новой Фиваидой эконом, назначаемый монастырём. К концу XIX века скит стал знаменитым.
В 1912 году среди русских монахов Афона возникло имяславие, причиной чего стала книга иеросхимонаха Илариона (Домрачева) «На горах Кавказа», где автор описывал личный молитвенный опыт, обращая особое внимание на мистическое содержание имени Божия. Распространение учения иеросхимонаха Илариона, не подозревавшего, впрочем, что он стал его основоположником, началось именно в Новой Фиваиде, где некогда жил и сам автор книги.
Идеи автора, впоследствии осужденные Святейшим Синодом властями как еретические, овладели некоторыми святогорцами.
Афонцы разделились, а по окончании смуты, когда имяславцы были удалены со Святой Горы, скит стал пустеть.
Новый тяжкий период для всего русского монашества на Святом Афоне связан с началом Первой мировой войны и особенно Октябрьским переворотом 1917 года, когда всякая связь с большевистской Россией была утрачена. В обителях начался голод, монахи стали покидать скиты, в том числе и Новую Фиваиду, стремясь найти прибежище в Свято-Пантелемоновом монастыре.
Наконец в 1920-е годы греческое государство взяло курс на выдавливание русских монахов с Афона и на его эллинизацию. Было решено оставить монастырь. Монахи забрали из Новой Фиваиды всё, что сумели. Скит опустел на долгие годы.
Усилиями монастыря Святого Пантелеймона в 2000 году в нём поселились несколько монахов во главе с Рафаилом (Берестовым). С этого времени в Новой Фиваиде постоянно проживали монахи, проводятся и строительные работы по восстановлению храмов и других построек.
В августе 2012 года скит частично пострадал от большого пожара и чудом сохранился.